# Rappobäcken
Rappobäcken är ett naturreservat i Jokkmokks kommun i Norrbottens län.
Området är naturskyddat sedan 2011 och är 1,4 kvadratkilometer stort. Reservatet omfattar dalgångar kring Rappobäcken i norra delen och Riepikåtatj i södra delen. Reservatet består av tallskog, tallhedar, och barraskog med inslag av asp. 